# Dextrinocystis capitata
Dextrinocystis capitata är en svampart som först beskrevs av D.P. Rogers & Boquiren, och fick sitt nu gällande namn av Gilb. & M. Blackw. 1988. Dextrinocystis capitata ingår i släktet Dextrinocystis och familjen Hydnodontaceae.   Inga underarter finns listade i Catalogue of Life.